# Diatraea
Diatraea is een geslacht van vlinders uit de familie van de grasmotten (Crambidae). De wetenschappelijke naam van dit geslacht is voor het eerst voorgesteld door Lansdown Guilding in een publicatie uit 1828.

## Soorten
- D. albicrinella Box, 1931
- D. andina Box, 1951
- D. argentina Box, 1931
- D. bellifactella Dyar, 1911
- D. brunnescens Box, 1931
- D. busckella Dyar & Heinrich, 1927
- D. castrensis Dyar & Heinrich, 1927
- D. cayennella Dyar & Heinrich, 1927
- D. centrellus (Möschler, 1883)
- D. considerata Heinrich, 1931
- D. crambidoides (Grote, 1880)
- D. dyari Box, 1930
- D. evanescens Dyar, 1917
- D. fuscella Schaus, 1922
- D. gaga Dyar, 1914
- D. grandiosella Dyar, 1911
- D. guatemalella Schaus, 1922
- D. impersonatellus (Walker, 1863)
- D. indigenella Dyar & Heinrich, 1927
- D. instructella Dyar, 1911
- D. lativittalis (Dognin, 1910)
- D. lentistrialis Hampson, 1919
- D. lineolata (Walker, 1856)
- D. lisetta (Dyar, 1909)
- D. magnifactella Dyar, 1911
- D. maronialis Schaus, 1922
- D. minimifacta Dyar, 1911
- D. mitteri Solis, 2015
- D. muellerella Dyar & Heinrich, 1927
- D. myersi Box, 1935
- D. nayaritella Robles-Pérez & Solis, 2024
- D. pedibarbata Dyar, 1911
- D. postlineella Schaus, 1922
- D. ragonoti Box, 1948
- D. rufescens Box, 1931
- D. saccharalis (Fabricius, 1794)
- D. schausella Dyar & Heinrich, 1927
- D. strigipennella Dyar, 1911
- D. suffusella Box, 1931
- D. tabernella Dyar, 1911
- D. venosalis (Dyar, 1917)
- D. veracruzana Box, 1956